# Aspartyl-ARNt synthétase
L'aspartyl-ARNt synthétase est une ligase qui catalyse la réaction :
ATP + L-aspartate + ARNtAsp  {\displaystyle \rightleftharpoons }  AMP + pyrophosphate + L-aspartyl-ARNtAsp.
Cette enzyme assure la fixation de l'aspartate, l'un des 22 acides aminés protéinogènes, sur son ARN de transfert, noté ARNtAsp, pour former l'aminoacyl-ARNt correspondant, ici l'aspartyl-ARNtAsp.